# Приватизація державного житлового фонду в Україні
Приватизація державного житлового фонду — це відчуження квартир (будинків), квартир у гуртожитках, призначених для проживання сімей та одиноких осіб (далі — жилої площі у гуртожитках) (з урахуванням положення частини другої статті 2 цього Закону), кімнат у квартирах та одноквартирних будинках, де мешкають два і більше наймачів, та належних до них господарських споруд і приміщень (підвалів, сараїв і т.ін.) державного житлового фонду на користь громадян України.
Приватизація здійснюється шляхом:
- безоплатної передачі громадянам квартир (будинків), кімнат у гуртожитках з розрахунку санітарної норми 21 квадратний метр загальної площі на наймача і кожного члена його сім'ї та додатково 10 квадратних метрів на сім'ю;
- продажу надлишків загальної площі квартир (будинків) громадянам України, що мешкають в них або перебувають в черзі потребуючих поліпшення житлових умов.